# Solicorynespora zapatensis
Solicorynespora zapatensis är en svampart som beskrevs av R.F. Castañeda & W.B. Kendr. 1990. Solicorynespora zapatensis ingår i släktet Solicorynespora, divisionen sporsäcksvampar och riket svampar.   Inga underarter finns listade i Catalogue of Life.